# Grand Prix automobile des États-Unis Est 1976
Résultats du Grand Prix des États-Unis Est de Formule 1 1976 qui a eu lieu sur le circuit de Watkins Glen le 10 octobre 1976.

## Classement
| Pos  | N° | Pilote             | Écurie             | Tours | Temps/Abandon       | Grille | Points |
| ---- | -- | ------------------ | ------------------ | ----- | ------------------- | ------ | ------ |
| 1    | 11 | James Hunt         | McLaren-Ford       | 59    | 1 h 42 min 40 s 741 | 1      | 9      |
| 2    | 3  | Jody Scheckter     | Tyrrell-Ford       | 59    | + 8 s 030           | 2      | 6      |
| 3    | 1  | Niki Lauda         | Ferrari            | 59    | + 1 min 02 s 324    | 5      | 4      |
| 4    | 12 | Jochen Mass        | McLaren-Ford       | 59    | + 1 min 02 s 458    | 17     | 3      |
| 5    | 34 | Hans-Joachim Stuck | March-Ford         | 59    | + 1 min 07 s 978    | 6      | 2      |
| 6    | 28 | John Watson        | Penske-Ford        | 59    | + 1 min 08 s 190    | 8      | 1      |
| 7    | 2  | Clay Regazzoni     | Ferrari            | 58    | + 1 tour            | 14     |        |
| 8    | 19 | Alan Jones         | Surtees-Ford       | 58    | + 1 tour            | 18     |        |
| 9    | 30 | Emerson Fittipaldi | Copersucar-Ford    | 57    | + 2 tours           | 15     |        |
| 10   | 17 | Jean-Pierre Jarier | Shadow-Ford        | 57    | + 2 tours           | 16     |        |
| 11   | 18 | Brett Lunger       | Surtees-Ford       | 57    | + 2 tours           | 24     |        |
| 12   | 25 | Alex Ribeiro       | Hesketh-Ford       | 57    | + 2 tours           | 22     |        |
| 13   | 24 | Harald Ertl        | Hesketh-Ford       | 54    | + 5 tours           | 21     |        |
| 14   | 21 | Warwick Brown      | Wolf-Williams-Ford | 54    | + 5 tours           | 23     |        |
| Nc.  | 38 | Henri Pescarolo    | Surtees-Ford       | 48    | Non classé          | 26     |        |
| Abd. | 16 | Tom Pryce          | Shadow-Ford        | 45    | Moteur              | 9      |        |
| Abd. | 9  | Vittorio Brambilla | March-Ford         | 34    | Pneumatique         | 12     |        |
| Abd. | 26 | Jacques Laffite    | Ligier-Matra       | 34    | Pneumatique         | 4      |        |
| Abd. | 8  | Carlos Pace        | Brabham-Alfa Romeo | 31    | Collision           | 10     |        |
| Abd. | 7  | Larry Perkins      | Brabham-Alfa Romeo | 30    | Suspension          | 13     |        |
| Abd. | 5  | Mario Andretti     | Lotus-Ford         | 23    | Suspension          | 11     |        |
| Abd. | 22 | Jacky Ickx         | Ensign-Ford        | 14    | Accident            | 19     |        |
| Abd. | 6  | Gunnar Nilsson     | Lotus-Ford         | 13    | Moteur              | 20     |        |
| Abd. | 10 | Ronnie Peterson    | March-Ford         | 12    | Suspension          | 3      |        |
| Abd. | 20 | Arturo Merzario    | Wolf-Williams-Ford | 9     | Accident            | 25     |        |
| Abd. | 4  | Patrick Depailler  | Tyrrell-Ford       | 7     | Durite d'essence    | 7      |        |
| Nq.  | 39 | Otto Stuppacher    | Tyrrell-Ford       |       | Non qualifié        | 0      |        |

Légende :
- Abd.=Abandon

## Pole position et record du tour
- Pole position : James Hunt en 1 min 43 s 622 (vitesse moyenne : 188,821 km/h).
- Tour le plus rapide : James Hunt en 1 min 42 s 851 au 53e tour (vitesse moyenne : 190,236 km/h).

## Tours en tête
- Jody Scheckter : 41 (1-36 / 41-45)
- James Hunt : 18 (37-40 / 46-59)

## À noter
- 7e victoire pour James Hunt.
- 21e victoire pour McLaren en tant que constructeur.
- 95e victoire pour Ford Cosworth en tant que motoriste.
- À l'issue de cette course, Ferrari est championne du monde des constructeurs.